# Киран Гибс
Киран Џејмс Рикардо Гибс (енгл. Kieran James Ricardo Gibbs; 26. септембар 1989) бивши је енглески фудбалер који је играо на позицији левог бека.

## Клупска каријера
Професионални уговор са Арсеналом потписао је септембра 2007. године, а свој први деби забележио је у Лига купу против Шефилд јунајтеда 31. октобра исте године.
У јануару 2008. је отишао на позајмицу Норичу на којој је био до краја сезоне 2007/08. Након скоро десет сезона у Арсеналу, 30. августа 2017. године потписао је четворогодишњи уговор са Вест Бромич албионом за 6,75 милиона фунти.